# IPhone 16
iPhone 16 – smartfon z linii iPhone zaprojektowany, opracowany i sprzedawany przez amerykańską firmę Apple. iPhone 16 został zaprezentowany 9 września 2024 na specjalnym wydarzeniu firmy Apple wraz z modelami iPhone 16 Plus, iPhone 16 Pro i iPhone 16 Pro Max. Smartfony posiadają dostęp do sieci 5G.